# Dorfkirche Eppendorf

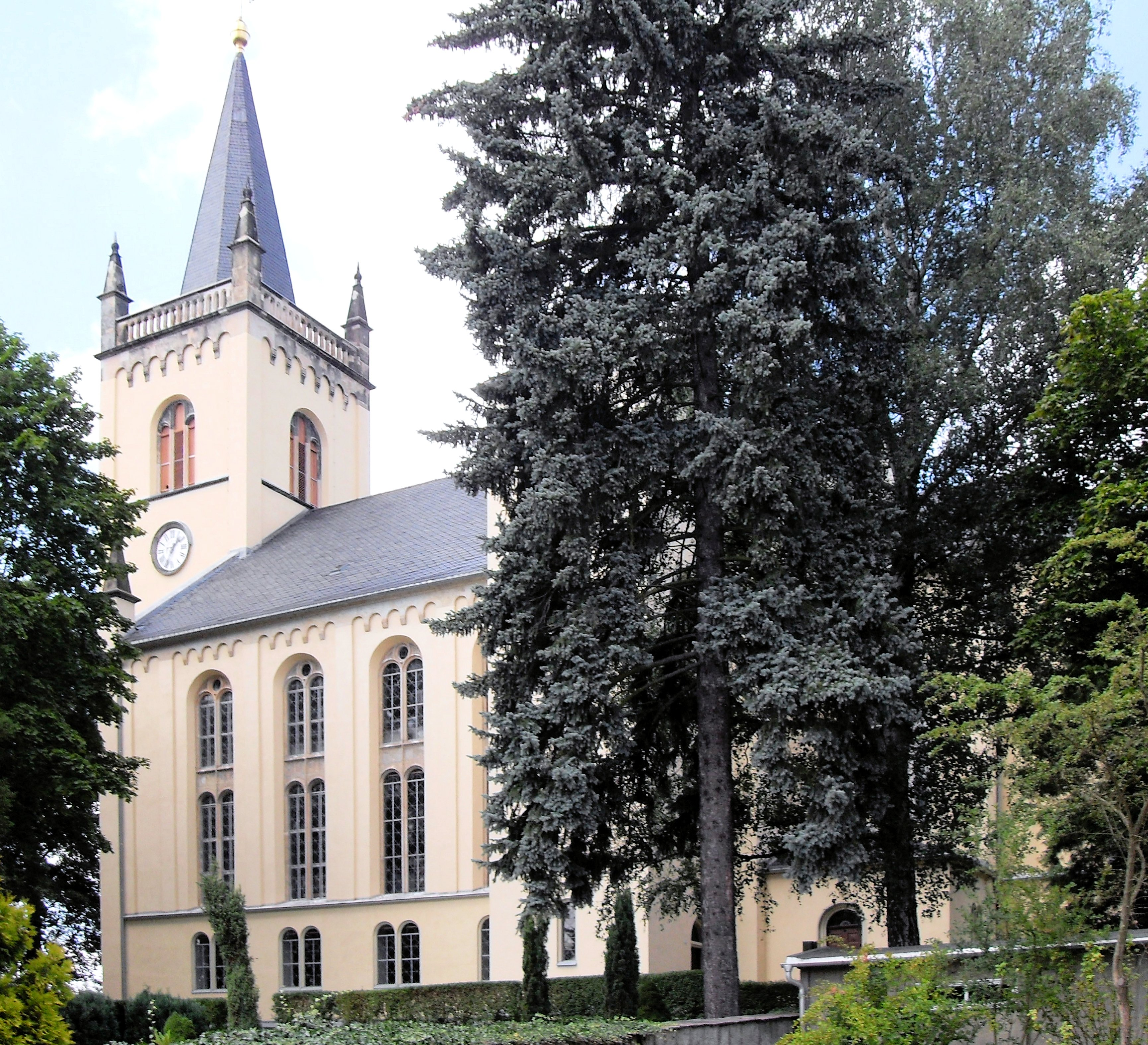
Kirche Eppendorf

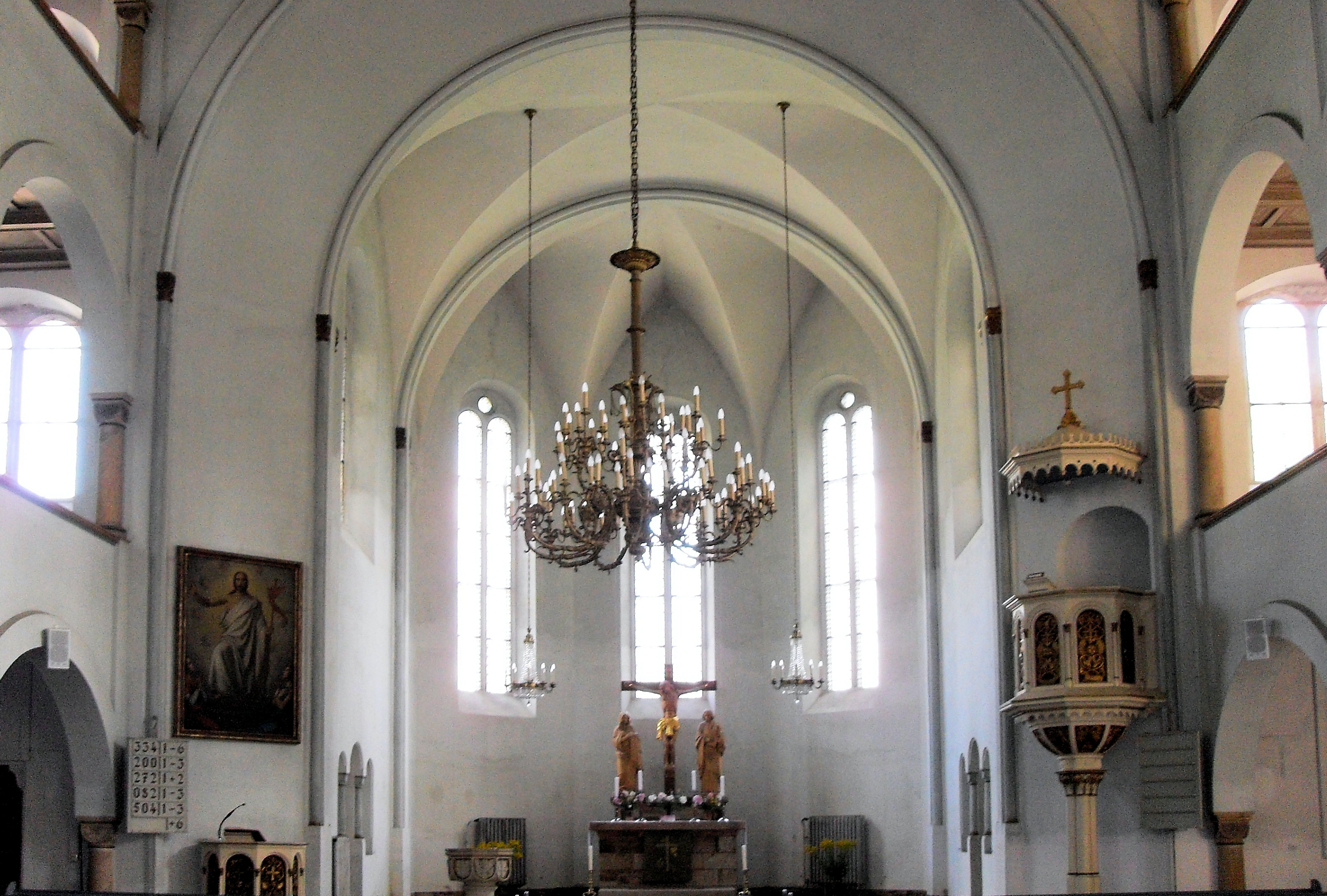
Altar der Kirche

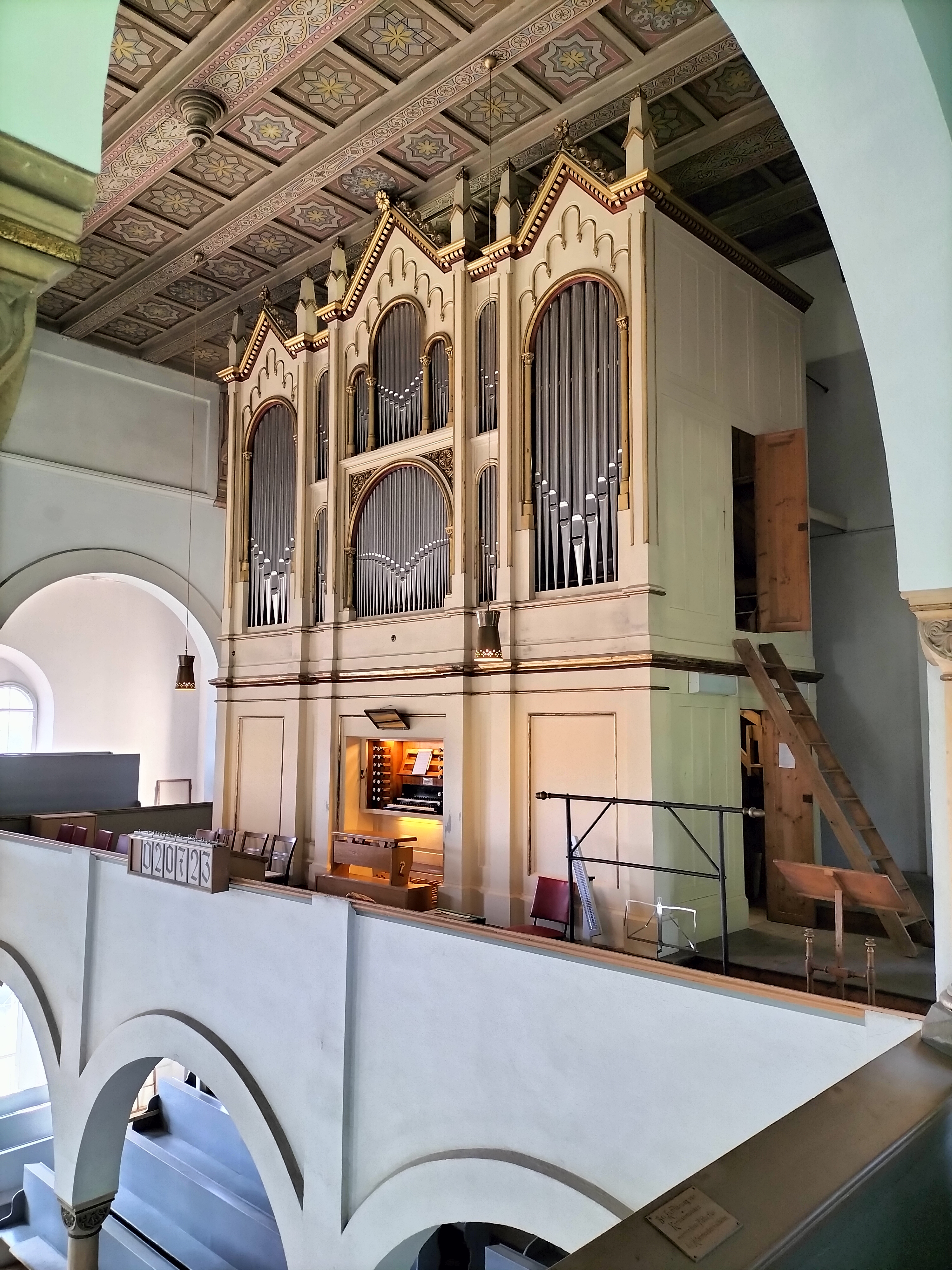
Göthel-Orgel

Die evangelische Dorfkirche Eppendorf ist eine neuromanische Saalkirche in Eppendorf im Landkreis Mittelsachsen in Sachsen. Sie gehört zur Kirchengemeinde Eppendorf in der Kirchgemeinde Erzgebirgsblick der Evangelisch-Lutherischen Landeskirche Sachsens. Führungen sind nach Anmeldung möglich.

## Geschichte und Architektur
Der am Hang gelegene große neuromanische Emporensaal wurde in den Jahren 1862–65 nach Plänen von Christian Friedrich Arnold erbaut. Eine Restaurierung des Innenraums erfolgte im Jahr 1955. Das Bauwerk ist ein verputzter Bruchsteinbau mit eingezogenem Chor, der in einem Dreiachtelschluss endet. Das Bauwerk ist durch Lisenen und Rundbogenfriese gegliedert und wird durch unterschiedlich große, dreigeschossig übereinander angeordnete Zwillingsfenster erhellt. Der wehrhaft wirkende Westturm über quadratischem Grundriss wird durch eine Balustrade und einen hohen verschieferten Helm abgeschlossen.
Das Innere ist geprägt von beeindruckenden Rundbogenarkaden und Emporen, die an Nord- und Südseite in voller Raumhöhe dreigeschossig, an der Westseite zweigeschossig zum Saal geöffnet sind. Eine flache Kassettendecke mit gemaltem Sternenmuster schließt den Innenraum ab. Ein Rundbogen führt zum Chor, der mit einem Kreuzgratgewölbe geschlossen ist, dessen Gurtbögen mit aufgelegten Rippen und dünnen Diensten gegliedert ist.

## Ausstattung
Die Ausstattung ist aus der Entstehungszeit überliefert. Das ehemalige Altarblatt mit einer Darstellung der Auferstehung Christi von Karl Wilhelm Schurig aus Dresden ist auf das Jahr 1866 datiert und befindet sich heute an der Chornordseite. Das ehemalige Gemälde aus der Predella zeigt eine Darstellung der Kreuztragung und ist heute über dem Haupteingang angebracht. Die polygonale Kanzel ruht auf einem Bündelpfeiler und ist mit flachen Ornamentschnitzereien versehen; ähnlich sind das Lesepult und die achteckige Sandsteintaufe gestaltet. Eine künstlerisch wertvolle, fast lebensgroß geschnitzte Kreuzigungsgruppe auf dem Altar wurde im Jahr 1955 von Otto Stahn geschaffen.
Die Orgel mit strengem, neugotischem Prospekt ist ein Werk von Christian Friedrich Göthel aus dem Jahr 1865 mit 24 Registern auf zwei Manualen und Pedal, das im Jahr 1995 durch Georg Wünning restauriert wurde.